# Gusto TV
Gusto TV est une chaîne de télévision canadienne spécialisée de catégorie B qui diffusait initialement des émissions de gastronomie, lancée le 11 décembre 2013 par Knight Enterprises.

## Histoire
En octobre 2010, Christopher Knight a obtenu une licence de diffusion auprès du CRTC pour le service MmmTV « consacrée au luxe, des vacances et des loisirs à la décoration et à la mode ».
À l'automne 2013, les médias ont parlé d'un lancement de la chaîne. Le lancement officiel a eu lieu le 11 décembre 2013.
Knight Enterprises est une compagnie de production indépendante canadienne basée à Ottawa qui depuis 1996 produit des émissions culinaires telles que The Great Canadian Food Show, Table d'Hote, Cook Like a Chef, Licence to Grill (en), Junk Brothers (en) et This Food That Wine.
Le 4 mai 2016, Knight Enterprises annonce avoir vendu les droits canadiens de sa marque Gusto TV à Bell Media, signifiant que la chaîne sera discontinuée et que Bell Media lancera une nouvelle version de la chaîne,. La compagnie internationale Gusto Worldwide Media (GWM) vendra donc sa programmation à Bell, en plus des productions à venir. Le 1er septembre 2016, la chaîne de Knight a été discontinuée alors que Bell a renommé sa chaîne M3 pour Gusto, fournissant une distribution chez presque tous les câblodistributeurs au pays.
Gusto TV a ensuite été relancée de manière indépendante au Canada en 2022 dans le cadre d'un nouveau partenariat avec Samsung TV Plus.

## Programmation
Alors que la chaîne Food Network dérive vers les émissions de téléréalité de compétition, Gusto TV diffusait des émissions culinaires et de style de vie. Voici une liste des émissions proposées en 2014 :
- A Place in the Sun – Home or Away
- Amazing Wedding Cakes
- Annabel Langbein Free Range Cook
- Chinese Food Made Easy
- Donna Hay Fast, Fresh, Simple
- Edible Road Show
- Gok’s Clothes Roadshow
- Indian Food Made Easy
- James Martin Mediterranean
- James Martin’s United Cakes of America
- Lorraine’s Fast, Fresh and Easy Food
- Mad Hungry
- Martha Bakes
- Martha Stewart Cooking School
- My Fair Wedding
- My Kitchen Rules
- Nigel Slater – Dish of the Day
- Nigel Slater – Simple Cooking
- Nigel Slater – Simple Suppers
- Now Eat This! With Rocco DiSpirito
- Rachel Allen’s Cake Diaries
- Rachel Allen’s Easy Meals
- Rick Stein Far Eastern Odyssey
- Rick Stein India
- Rick Stein Mediterranean
- Rick Stein Spain
- Rick Stein’s Cornish Christmas
- Sarah Beeny’s Selling Houses
- Secret Removers
- The French Chef
- World Kitchen